# Landschaftsschutzgebiet Fließgewässer und Trockentäler

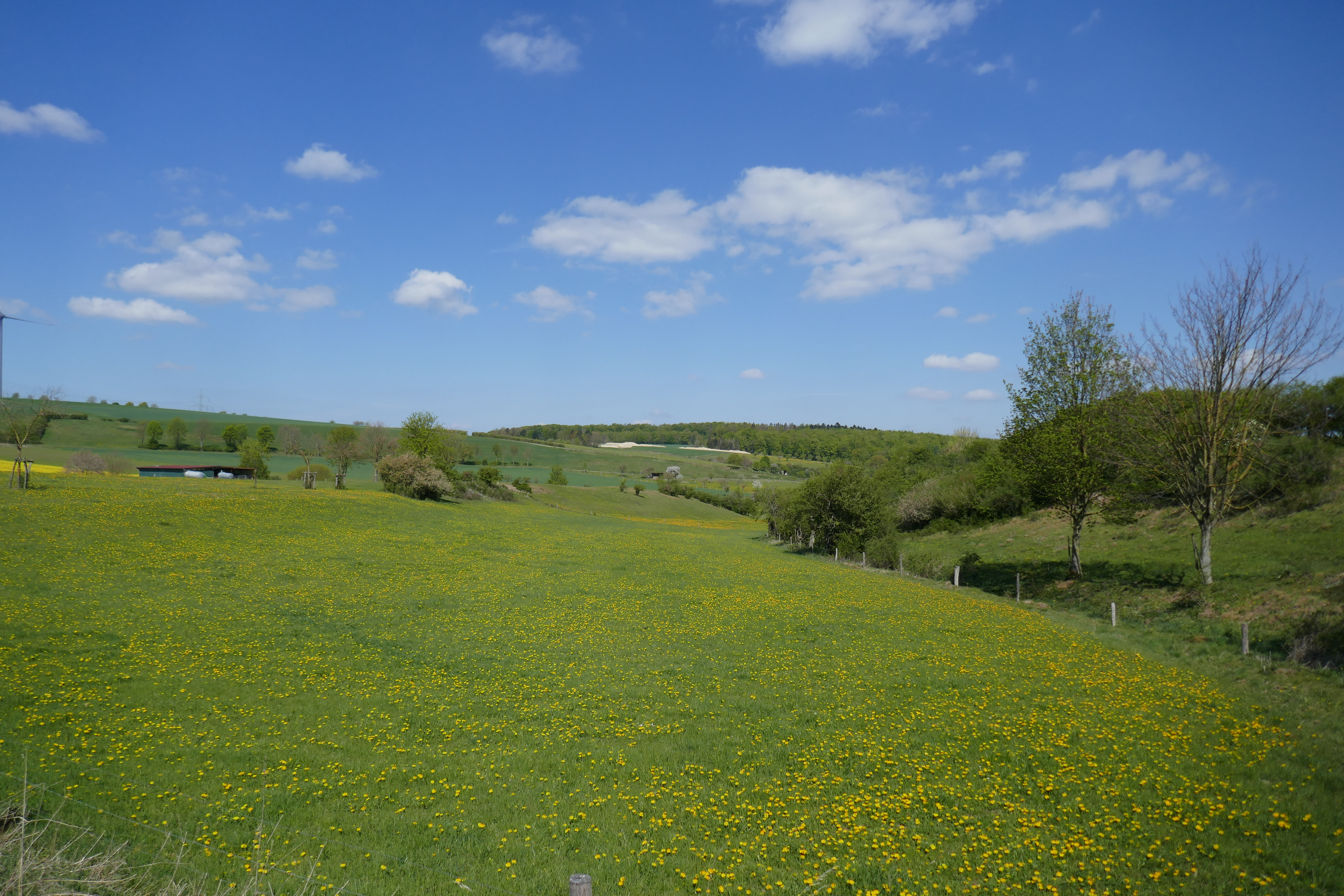
Bereich des Reingraben im LSG

Das Landschaftsschutzgebiet Fließgewässer und Trockentäler liegt im Stadtgebiet von Lichtenau im Kreis Paderborn. Das Landschaftsschutzgebiet (LSG) wurde 2014 vom Kreistag mit dem Landschaftsplan Lichtenau ausgewiesen. Das LSG grenzt teils direkt an den Hochsauerlandkreis. Das LSG besteht aus 13 Teilflächen von sehr unterschiedlicher Flächengröße. Das LSG liegt im Naturpark Teutoburger Wald/Eggegebirge.

## Beschreibung
Das LSG umfasst die Auen und Niederungsbereiche der Altenau, des Odenheimer Bachs, des Schmittwassers, des Emder Bachs, des Piepenbachs und der südwestlichen Sauer sowie ihre Ursprungs- und Nebengewässer. Zudem werden die Trockentäler des Reingrabens, des Bündelreingrabens, des Siebentals, des Minstals, des Ohmetals, des Böckergrunds und des Okentals im LSG geschützt.
Beim LSG handelt es sich um eine reich strukturierte, bäuerliche Kulturlandschaft, die sich durch einen hohen Anteil von Grünland, Ufergehölzen, Hochstaudenfluren, Obstwiesen, Baumreihen und Hecken auszeichnet. Wegen des Karstgesteins handelt es sich bei den Bächen nur um zeitweise wasserführende Gewässer. Das Wasser der Gewässern im Schutzgebiet versickert überwiegend in Schwalglöchern und Klüften.
Neben vielen anderen Vorschriften ist es im LSG verboten Obstbaumwiesen zu beeinträchtigen oder ohne Genehmigung zu beseitigen. Für die Pflege der Obstbaumwiesen einschließlich der Bodenpflege besteht die Möglichkeit der Förderung im Rahmen des Kulturlandschaftsprogramm. Bei der Unterhaltung der Fließgewässer und Gräben sollen die Kiesbänke, Prallufer und andere wertvolle Fließgewässerstrukturen erhalten werden. Sich ausdehnende Neophyten sollen, insbesondere entlang von Gewässern, durch geeignete Maßnahmen entfernt werden. Standortfremde Gehölze, insbesondere Hybrid-Pappeln und Nadelbäume, im Rahmen der forstlichen Nutzung durch standortgerechte, heimische Laubgehölze ersetzt werden. Fischteichanlagen sollen im LSG nach Ablauf der bestehenden Erlaubnis zurückgebaut oder umgestaltet werden um die ökologische Durchgängigkeit der Fließgewässer wiederherzustellen.
Der Landschaftsplan schreibt zum Wert des LSG: „Den linearen Gewässerachsen und Trockentälern kommt eine besondere Bedeutung für den Biotopverbund zu. Das Tal des Odenheimer Bachs, das Ohmetal, das Siebental, der südliche Teil des Reingrabens und der Bündelreingraben sind Biotopverbundachsen herausragender Bedeutung.“